# Wydział Sztuki Uniwersytetu Jana Długosza w Częstochowie
Wydział Sztuki Uniwersytetu Jana Długosza w Częstochowie (WS UJD) – jeden z 6 wydziałów Uniwersytetu Jana Długosza w Częstochowie. Kształci studentów na 5 kierunkach studiów stacjonarnych, które zaliczane są do nauk o sztuce.

## Historia
Tradycja Wydziału Sztuki, wcześniej Wydziału Wychowania Artystycznego AJD, sięga roku akademickiego 1990/1991. W strukturze WWA znalazły się dwa Instytuty: Plastyki i Muzyki, które stanowiły bazę kadrową i lokalową do prowadzenia studiów magisterskich na kierunkach: Wychowanie plastyczne, Wychowanie muzyczne. Dekadę później, Uchwałą Rady Głównej Szkolnictwa Wyższego, wprowadzono zmianę dotychczasowych nazw, które obecnie brzmią: edukacja artystyczna w zakresie sztuk plastycznych, edukacja artystyczna w zakresie sztuki muzycznej.
W kolejnych latach uruchomione zostały studia I stopnia w zakresie: instrumentalistyka (od roku akademickiego 2004/2005), malarstwo (2005/2006), grafika (2007/2008), oraz studia II stopnia: malarstwo (2009/2010) i grafika (2009/2010).
W listopadzie 2012 roku Wydział Wychowania Artystycznego rozpoczął funkcjonowanie pod nową nazwą Wydział Sztuki, co związane było z potwierdzeniem zmian zachodzących w obszarze dydaktycznym i naukowo-artystycznym na Wydziale.
Do zasłużonych dla wydziału wykładowców należą: Beata Bebel-Karankiewicz, Włodzimierz Kulej, Dariusz Słota.

## Program dydaktyczny
Wydział Sztuki Uniwersytetu Jana Długosza w Częstochowie jest jednostką prowadzącą działalność artystyczną i naukowo-badawczą oraz kształcącą studentów w zakresie sztuk plastycznych i sztuki muzycznej. Działalność artystyczno-naukowa Wydziału obejmuje różne dyscypliny z zakresu sztuk plastycznych, sztuki muzycznej, nauk humanistycznych i nauk społecznych; należą do nich: sztuki piękne, sztuki projektowe, dyrygentura, instrumentalistyka, wokalistyka, nauki o sztuce i pedagogika.
Studia pierwszego stopnia na Wydziale Sztuki UJD kończą się uzyskaniem tytułu zawodowego licencjata. Kształcenie trwa 6 semestrów. WS kształci również na poziomie studiów II stopnia: absolwenci uzyskują tytuł magistra sztuki (4 semestry). Nauka odbywa się na studiach stacjonarnych. Wydział prowadzi także studia podyplomowe.

### Kierunki studiów
Dostępne kierunki:
- edukacja artystyczna w zakresie sztuki muzycznej (I i II st.),
- edukacja artystyczna w zakresie sztuk plastycznych (I i II st.),
- fotografia i kreacja przekazu wizualnego (I st.),
- grafika (I i II st.),
- malarstwo (I i II st.),
- muzyka w przestrzeni publicznej (I st.).

## Struktura organizacyjna
Wydział składa się z trzech katedr, których kierownikami są:
| Katedra           | Kierownik                    |
| ----------------- | ---------------------------- |
| Katedra Muzyki    | dr hab. Barbara Karaśkiewicz |
| Katedra Grafiki   | dr hab. Tomasz Chudzik       |
| Katedra Malarstwa | prof. Jarosław Kweclich      |

## Budynki wydziału
Bazę lokalową wydziału tworzą trzy budynki: 
- przy ulicy Waszyngtona 4/8 (siedziba dziekana jednostki),
- ul. Dąbrowskiego 14,
- przy ul. Zbierskiego 2/4.

## Władze Wydziału
W kadencji 2024–2028:
| Stanowisko | Imię i nazwisko                 |
| --- | ------------------------------- |
| Dziekan | prof. dr hab. Ewa Grabowska-Lis |
| Prodziekan ds. kształcenia i spraw studenckich (Kierunki: Edukacja artystyczna w zakresie sztuki muzycznej, Muzyka w przestrzeni publicznej)                                | dr Anna Stachura-Bogusławska    |
| Prodziekan ds. kształcenia i spraw studenckich (Kierunki: Edukacja artystyczna w zakresie sztuk plastycznych, Fotografia i kreacja przekazu wizualnego, Grafika, Malarstwo) | dr Artur Wawrzkiewicz           |
| Prodziekan ds. ogólnych | dr Mateusz Pawełczyk            |

## Absolwenci
Absolwenci Wydziału to społeczność licząca kilka tysięcy osób. Grono tworzą znani i cenieni muzycy, plastycy, animatorzy kultury oraz menadżerowie sztuki: dr hab. Jerzy Piwowarski; Tomasz Sętowski, Janusz Siadlak, Janusz Jadczyk, Dagmara Drzazga, dr hab. Jakub Jakubowski, dr hab. Bartosz Frączek, Justyna Warwas, Tomasz Łękawa.